# Открытая ночь
Открытая ночь — украинский кинофестиваль короткометражного кино молодых, как правило неизвестных широкой публике, авторов. Фестиваль основан в 1997 году. Требования к языку фильмов при отборе на фестиваль отсутствуют.
Основатель и постоянный организатор фестиваля — режиссёр Ильенко Михаил Герасимович. Постоянное место проведения — Андреевский спуск с 1-го по 14-й фестиваль включительно, 15-го — в «Мамаевой слободе», время — ночь с субботы на последнее воскресенье июня.

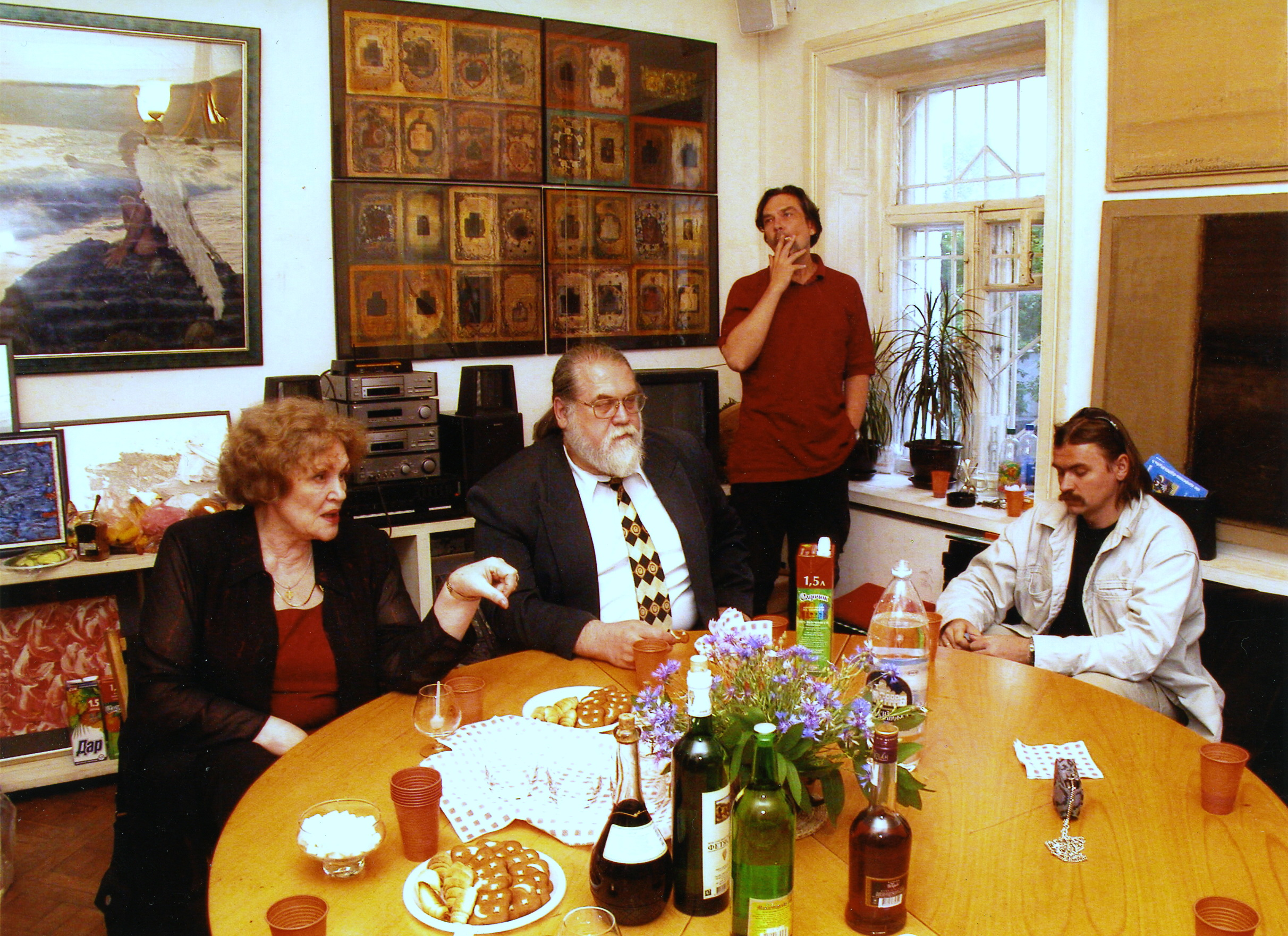
Заседание жюри кинофестиваля 21 июня 2003 в «Карась Галерее» с участием Лины Костенко, Юрия Андруховича, Богдана Жолдака и Олеся Санина.

Фестиваль позиционирует себя, как «национальный», и, хотя пока данного слова в названии нет, является единственным фестивалем национального кино. Показ фильмов на фестивале длится несколько часов, в течение которых показывают примерно 25-40 короткометражных фильмов. Согласно регламенту, фильм не должен длиться более 20 минут. Заявки на участие в фестивале принимаются с марта по май текущего года, сам фестиваль проходит в июне. Также могут проходить повторные показы позже в других местах и с другим форматом времени.
После восьмого фестиваля, возникла угроза прекращения вследствие отсутствия средств на организацию, но финансовые проблемы были решены, и следующий фестиваль стал неофициально именоваться как «Дубль 9,5», намекая, что он мог не состояться.

## Дубль 10 (2006)
Состав жюри:
- поэтесса Лина Костенко,
- актриса Ирма Витовская,
- продюсер Светлана Зиновьева,
- режиссёр Юрий Ильенко,
- певец, лидер группы «Мандри» Фома (Сергей Фоменко),
- актёр Дмитрий Лаленков,
- оператор Сергей Михальчук,
- продюсер Василий Вовкун,
- режиссёр-аниматор Анатолий Лавренишин,
- киновед Игорь Грабович.

К участию в фестивале были отобраны 30 картин из 160 представленных.
Победители:
Категория «Параллельное кино»
Лучший фильм — не присуждено
Специальный диплом
«Пока варится яйцо, садится солнце» (режиссёр Владимир Цивинский)
Категория «Премьера одного кадра»
Лучший фильм
«Встать! Ать-два!», Режиссёр Акула Дадсон (Александра Игнатуша)
Категория «неигровой профессиональный фильм» (VIDEO)
Лучший фильм
«Лиза» (режиссёр Тарас Томенко)
Лучший оператор
Тарас Томенко, «Лиза» (режиссёр Тарас Томенко)
Лучший режиссёр
Сергей Марченко, «Полесские образки»
Специальный приз Жюри
«Голодомор. Технология геноцида» (режиссёр Виктор Дерюгин)
Категория «неигровой фильм профессиональный» (CINEMA)
Лучший фильм — не присуждено
Лучший оператор
Валентин Мельниченко, «С наилучшими пожеланиями! Энвер» (режиссёр Виктория Мельникова)
Лучший режиссёр — не присуждено
Специальный приз Жюри
«С наилучшими пожеланиями! Энвер», (режиссёр Виктория Мельникова)
Категория «Игровой фильм профессиональный»
Лучший фильм
«Бархатный сезон» (режиссёр Александра Хребтовая)
Лучший оператор
Александр Мордерер, «бархатный сезон», (режиссёр Александра Хребтовая)
Лучший режиссёр
Алла Пасикова, «Философия»
Категория «Анимация»
Лучший анимационный фильм
«Колыбельная» (режиссёр Олег Цуриков)
Лучший режиссёр
Евгений Алехин, «Медвежья услуга»
Категория «Студенческий игровой фильм» (VIDEO)
Лучший фильм
«Николай и немец» (режиссёр Роман Бондарчук)
Лучший оператор
Андрей Лисецкий, «Николай и немец» (режиссёр Роман Бондарчук)
Лучший режиссёр
Роман Бондарчук, «Николай и немец»
Категория «Студенческий игровой фильм» (CINEMA)
Лучший фильм
«Одиночка» (режиссёр Ольга Шульгина)
Лучший оператор
Василий Кулик, «Гнездо» (режиссёр Евгений Хворостянко)
Лучший режиссёр
Сергей Толкушкин, «Veni! Vidi! Vici!»
Специальный приз Жюри
«Девочка и месяц» (режиссёр Константин Бочкарев)
Другие награды
Лучшая женская роль
Лина Будник, «Бархатный сезон» (режиссёр Александра Хребтовая)
Лучшая мужская роль
Анатолий Бевз, «Бархатный сезон» (режиссёр Александра Хребтовая)
Лучший сценарист
Елена Урсаки, «Философия» (режиссёр Алла Пасикова)
P.S. Приз — от оргкомитета «Женщины одинокими не бывают» (режиссёр Мирослав Латик)
Приз зрительских симпатий
«Желание» (режиссёр Алина Хорошилова)
Конкурс аналитических материалов
Первая премия
Игорь Грабович, «Фестиваль под знаком Х», КИNО-КРУГ, № 27 (осень) 2005
Вторая премия
Серафима Ветрова, «Двадцать тысяч на девять с половиной», «Киевские ведомости», 9.07.2005
Конкурс киносценариев
Первая премия
Марина Пономаренко, «Одно желание или Рождественская сказка»
Вторая премия
Юрий Голиченко, «Первое сентября», и Евгений Голиченко, «Игрок»
Третья премия
Мария Духота, «Спаситель»
Начиная с этого фестиваля, велись телевизионные трансляции при участии таких телеканалов, как УТ-1 (ТРК ЭРА), ICTV. Это значительно расширило аудиторию, чем примерно тысяча зрителей на спуске.

## Дубль 14 (2010)
Четырнадцатый дубль кинофестиваля «Открытая ночь» состоялся 10 и 11 июля 2010 в рамках этнофест «Страна грез» благодаря помощи и поддержке Олега Скрипки.
В оргкомитет Фестиваля «Открытая ночь — Дубль 14» входили:
- Основатель и Президент фестиваля — Михаил Ильенко.
- Филипп Ильенко — продюсер;
- Виталий и Дмитрий Капрановы; — продюсеры и ведущие официальных мероприятий;
- Роман Бровко — директор программы;
- Елена Голубева — координатор программы «Минианима»;
- Дмитрий Иванов — пресс-секретарь;

## Дубль 15 (2011)
Кинофестиваль «Открытая Ночь. 15-й дубль „состоялся в ночь с 25 на 26 июня 2011 в казацком поселке“ Мамаева Слобода». Он был посвящён памяти выдающегося украинского режиссёра, сценариста, писателя, художника, педагога — кинематографиста Юрия Ильенко. Впервые показ фестивальной программы «Открытой Ночи» состоялся одновременно с Киевом ещё в нескольких городах Украины: Львове («Музей Идей»), Днепропетровске («Артцентр» Квартира «), Запорожье (на острове Хортица в киноклубе» Восхождение «вместе с Государственным театром-лабораторией» Ви «), Ивано-Франковске (Театр кино» люм Регби ") и Черновцах («Украинский Народный Дом»). Конкурсная часть программы в течение фестивальной ночи транслировалась на телеканале ICTV. 

Состав жюри 

Председатель жюри: Людмила Ефименко-Ильенко, Народная артистка Украины; 

Члены жюри:
- Марина Красота — кинорежиссёр;
- Владимир Мельниченко — художник, скульптор;
- Юрий Щербак — писатель, сценарист, Чрезвычайный и Полномочный посол;
- Игорь Баранько — художник;
- Юрий Шевчук — преподаватель истории украинского кинематографа в Колумбийском университете, основатель и директор Украинского киноклуба Колумбийского университета — единственного постоянного форума украинского кинематографа в Северной Америке;
- Эдуард Тимлин — кинооператор.

НАГРАДЫ
- лучший студенческий фильм — «Качели» (анимация), режиссёр Сергей Мироненко
- лучший профессиональный фильм — «Рука», режиссёр Олег Борщевский
- лучшая профессиональная операторская работа — «Рука», оператор Тарас Шаповал
- лучшая студенческая операторская работа — «Нить», оператор Алексей Лебедев
- лучшая мужская роль — актёр Николай Олейник, «Собачий вальс», режиссёр Тарас Ткаченко
- лучшая женская роль — актриса Оксана Воронина, «Рука», режиссёр Олег Борщевский
- лучшая детская актерская работа — актёр Родион Прокопенко, «Последнее письмо», режиссёр Юрий Ковалев
- лучше музыкальное видео — «Тема, припев, куплет», режиссёр Денис Сполитак
- лучшая музыка к фильму — композитор Антон Байбаков, «Качели», режиссёр Сергей Мироненко
- найспециальний приз жюри — «Соло на урне с оркестром» (неигровой), режиссёр Василий Балаба

Дипломы:
- По вдохновенный чёрный юмор — «Трусы», режиссёр Жанна Довгич
- За лучший актерский ансамбль — «Юлька», режиссёр Анна Жуковина
- За оригинальное сценарное решение — «Внутри», режиссёр Елена Потемкина

Приз от оргкомитета фестиваля — «Последнее письмо», режиссёр Юрий Ковалев
В конкурсе короткометражных сценариев лучшим был назван сценарий Дмитрия Сухолиткого-Собчука «Борода».
Гран-при в этом году жюри не присуждало.

## Дубль 16 (2012)
Кинофестиваль "Открытая ночь. Дубль-16 "состоялся в начале июля 2012 года во Киеве, а также в Житомире, Запорожье, Каневе, Копычинцах (Тернопольская область), Ивано-Франковске, Львове, Николаеве, Полтаве, Прилуках и Черновцах, а также на хуторе Обирок, что наряду с Батурином на Черниговщине, в селе Легедзино Уманского района Черкасской области, в селе Криворивня Верховинского района Ивано-Франковской области.
Среди членов жюри фестиваля этого года — знаменитые украинские актеры Анатолий Хостикоев и Богдан Бенюк, художник Анатолий Криволап, литературный критик Александр Бойченко, фотохудожник, куратор галереи «Арт-Причал» Александр Ктиторчук, Председатель правления Райффайзен Банка Аваль Владимир Лавренчук, фронтмен группы Kozak System аккордеонист Иван Лене, основатель и директор Киевской киностудии детских и юношеских фильмов Александр Коновалов, а также известная писательница Оксана Забужко, которую члены жюри выбрали своим председателем.
Победители кинофестиваля «Открытая ночь. Дубль-16», который состоялся в ночь с 6 на 7 июля
- Диплом за лучший сценарий — фильм «Борода», реж. Дмитрий Сухолиткий-Собчук
- Диплом за лучшую операторскую работу — фильм «Миколине поле», оператор Руслан Коломиец
- Диплом за лучшую киноновеллу — фильма «Невыдуманная история», реж. Артем Антонченко
- Диплом за открытие фестиваля — актеру Тимофею Антропову за роль главного героя в фильме «Тимка»
- Диплом за концептуальность анимафильму — «Без конца», реж. Екатерина Чепик
- Приз за лучший анимационный фильм — «чистый», реж. Елена Потемкина
- Приз за лучший игровой фильм — «Первое свидание», реж. Андрей Павлюк

Гран-при фестиваля — фильм «Manu 18 374», реж. Мирон Латик
Приз зрительский симпатий по результатам голосований на всех фестивальных площадках получила анимационная лента «Чистый», режиссёр Елена Потемкина
PSПРИЗ, который традиционно вручает от себя оргкомитет фестиваля, в этом году получила лента «Хулиган», режиссёр Василий Билык
13 июля на Арт-причал состоялось вручение призов фестиваля.

## Дубль 18 (2015)

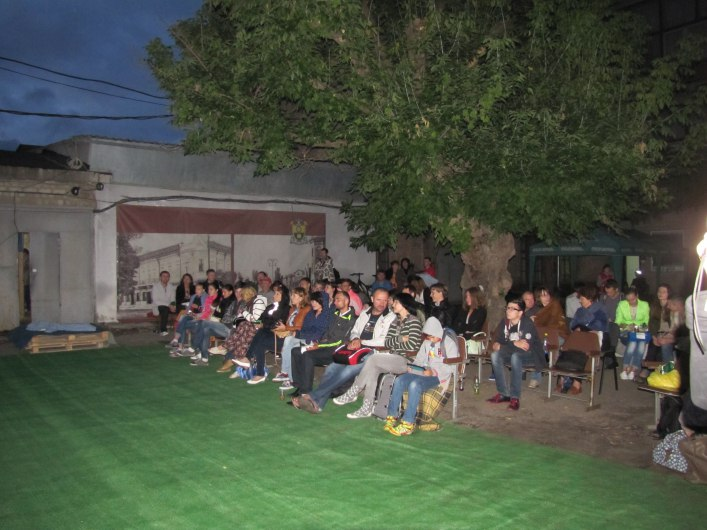
Мелитополь